# Puchar Świata w narciarstwie szybkim 2013
Puchar Świata w narciarstwie szybkim 2012/2013 rozpocznie się 17 lutego 2013 we andorskim Pas de la Casa-Grandvalira, a zakończy się 17 kwietnia 2013 w szwajcarskim Verbier. Najważniejszą imprezą sezonu będą mistrzostwa świata w Vars.
Puchar Świata zostanie rozegrany w 4 krajach i 4 miastach na 2 kontynentach.
Obrońcami Kryształowej Kuli są Austriak Klaus Schrottshammer wśród mężczyzn oraz Szwedka Sanna Tidstrand wśród kobiet.

## Kalendarz i wyniki Pucharu Świata

### Mężczyźni
| Lp.                                                           | Data                                                          | Miejscowość                                                   | 1. Miejsce                                                    | 2. Miejsce                                                    | 3. Miejsce                                                    |                                                               |
| 19 stycznia – 26 stycznia 2013 Mistrzostwa Świata 2013 – Vars | 19 stycznia – 26 stycznia 2013 Mistrzostwa Świata 2013 – Vars | 19 stycznia – 26 stycznia 2013 Mistrzostwa Świata 2013 – Vars | 19 stycznia – 26 stycznia 2013 Mistrzostwa Świata 2013 – Vars | 19 stycznia – 26 stycznia 2013 Mistrzostwa Świata 2013 – Vars | 19 stycznia – 26 stycznia 2013 Mistrzostwa Świata 2013 – Vars | 19 stycznia – 26 stycznia 2013 Mistrzostwa Świata 2013 – Vars |
| ------------------------------------------------------------- | ------------------------------------------------------------- | ------------------------------------------------------------- | ------------------------------------------------------------- | ------------------------------------------------------------- | ------------------------------------------------------------- | ------------------------------------------------------------- |
| 1.                                                            | 2 marca 2013                                                  | Sun Peaks                                                     | Simone Origone                                                | Klaus Schrottshammer                                          | Kenneth Dale                                                  |                                                               |
| 2.                                                            | 3 marca 2013                                                  | Sun Peaks                                                     | Ivan Origone                                                  | Klaus Schrottshammer                                          | Simone Origone                                                |                                                               |
| 4.                                                            | 16 marca 2013                                                 | Idrefjall                                                     | Simone Origone                                                | Klaus Schrottshammer                                          | Ivan Origone                                                  |                                                               |
| 5.                                                            | 17 marca 2013                                                 | Idrefjall                                                     | Simone Origone                                                | Ivan Origone                                                  | Klaus Schrottshammer                                          |                                                               |
| 1.                                                            | 7 kwietnia 2013                                               | Pas de la Casa-Grandvalira                                    | Ivan Origone                                                  | Simone Origone                                                | Klaus Schrottshammer                                          |                                                               |
| 6.                                                            | 17 kwietnia 2013                                              | Verbier                                                       |                                                               |                                                               |                                                               |                                                               |

### Kobiety
| Lp.                                                           | Data                                                          | Miejscowość                                                   | 1. Miejsce                                                    | 2. Miejsce                                                    | 3. Miejsce                                                    |                                                               |
| 19 stycznia – 26 stycznia 2013 Mistrzostwa Świata 2013 – Vars | 19 stycznia – 26 stycznia 2013 Mistrzostwa Świata 2013 – Vars | 19 stycznia – 26 stycznia 2013 Mistrzostwa Świata 2013 – Vars | 19 stycznia – 26 stycznia 2013 Mistrzostwa Świata 2013 – Vars | 19 stycznia – 26 stycznia 2013 Mistrzostwa Świata 2013 – Vars | 19 stycznia – 26 stycznia 2013 Mistrzostwa Świata 2013 – Vars | 19 stycznia – 26 stycznia 2013 Mistrzostwa Świata 2013 – Vars |
| ------------------------------------------------------------- | ------------------------------------------------------------- | ------------------------------------------------------------- | ------------------------------------------------------------- | ------------------------------------------------------------- | ------------------------------------------------------------- | ------------------------------------------------------------- |
| 1.                                                            | 2 marca 2013                                                  | Sun Peaks                                                     | Sanna Tidstrand                                               | Liss-Anne Pettersen                                           | Linda Baginski                                                |                                                               |
| 2.                                                            | 3 marca 2013                                                  | Sun Peaks                                                     | Sanna Tidstrand                                               | Liss-Anne Pettersen                                           | Linda Baginski                                                |                                                               |
| 4.                                                            | 16 marca 2013                                                 | Idrefjall                                                     | Sanna Tidstrand                                               | Liss-Anne Pettersen                                           | Linda Baginski                                                |                                                               |
| 5.                                                            | 17 marca 2013                                                 | Idrefjall                                                     | Sanna Tidstrand                                               | Linda Baginski                                                | Lisa Hovland-Uden                                             |                                                               |
| 1.                                                            | 7 kwietnia 2013                                               | Pas de la Casa-Grandvalira                                    | Sanna Tidstrand                                               | Britta Backlund                                               | Valentina Greggio                                             |                                                               |
| 6.                                                            | 17 kwietnia 2013                                              | Verbier                                                       |                                                               |                                                               |                                                               |                                                               |

## Klasyfikacje

### Mężczyźni
| Lp. | Zawodnik | Punkty |
| --- | -------- | ------ |
| 1.  |          |        |
| 2.  |          |        |
| 3.  |          |        |
| 4.  |          |        |
| 5.  |          |        |
| 6.  |          |        |
| 7.  |          |        |
| 8.  |          |        |
| 9.  |          |        |
| 10. |          |        |

| Lp. | Zawodnik | Punkty |
| --- | -------- | ------ |
| 1.  |          |        |
| 2.  |          |        |
| 3.  |          |        |
| 4.  |          |        |
| 5.  |          |        |
| 6.  |          |        |
| 7.  |          |        |
| 8.  |          |        |
| 9.  |          |        |
| 10. |          |        |

| Lp. | Zawodnik | Punkty |
| --- | -------- | ------ |
| 1.  |          |        |
| 2.  |          |        |
| 3.  |          |        |
| 4.  |          |        |
| 5.  |          |        |
| 6.  |          |        |
| 7.  |          |        |
| 8.  |          |        |
| 9.  |          |        |
| 10. |          |        |